# فرانچسکو بیانکی (نقاش)
فرانچسکو بیانکی (انگلیسی: Francesco Bianchi؛ ۱۴۴۷ – ۱۵۱۰) نقاش اهل کشور ایتالیا در عصر رنسانس بود.